# Histoire économique du Pérou
L'histoire économique du Pérou prend ses racines traditionnelles dans des ressources naturelles telles que l'exploitation minière, l'agriculture et la pêche. Elle subit de nombreuses évolutions et couvre une longue période, s'étendant de la naissance de l'Empire Inca (XIVe siècle) à la mondialisation (fin du XXe siècle).
Au cours des dernières années, il y a eu une croissance notable de l'industrie légère, des services et des hautes technologies. En 2007, l'économie péruvienne a augmenté de 9 %, le plus fort taux de croissance dans le monde.

## Période pré-coloniale
Le Tahuantinsuyo a été organisé en dominions avec une société stratifiée, dans laquelle le souverain était l'Inca. L'économie était basée sur la propriété collective de la terre. En fait, l'Empire Inca a été conçu comme projet d'une civilisation ambitieuse et audacieuse, fondée sur une pensée mythique, dans laquelle l'harmonie des relations entre l'être humain, la nature et les dieux était vraiment indispensable. L'économie était essentiellement agricole, bien qu'elle atteint un certain développement dans l'élevage et l'exploitation minière. L'objectif principal de l'économie inca était la subsistance, avec un système basé sur la réciprocité et l'échange de produits.

## Période coloniale
La période coloniale débute lors de la capture de l'Inca Atahualpa par le conquistador espagnol Francisco Pizarro. L'économie coloniale a été dominée par les richesses minérales et le travail a été initialement fourni par l'asservissement des peuples autochtones. Les ressources minérales précieuses du Pérou et l'importante population autochtone l'ont placé au cœur des colonies sud-américaines. Selon Palmer, le Pérou pourrait être classé au deuxième rang à l'échelle de la rentabilité des colonies européennes. Textiles, minéraux, sucres de la vice-royauté étaient exportés dans toute l'Europe.
Après la guerre de succession de 1700, l'Espagne a commencé à perdre son monopole sur le commerce colonial. Dans le milieu du XVIIIe siècle, les factions libérales ont commencé à apparaître au sein de l'élite coloniale ; entraînant une remise en question de la légitimité des règles de la couronne dans les Amériques. Ces « créoles patriotes », qui avaient initialement été marginalisés à la périphérie de l'empire (Venezuela, Argentine, etc), vont se rendre compte des conditions nécessaires à la réussite du développement économique au cours de la période coloniale tardive. L'introduction du libre-échange conduit à une croissance florissante dans tout l'Empire, l'Espagne recevant dix fois plus d'importations à la fin du XVIIIe siècle. Malgré cette croissance globale des colonies, la tendance observée au Pérou au cours du siècle et demi après la guerre de sécession était une période de stagnation. La hiérarchie socio-économique régionale s'est inversée. La marginalisation de l'aristocratie espagnole a permis aux métis de profiter de nouveaux débouchés commerciaux. Selon Mahoney, les « spécialistes régionaux ont fait valoir que le sous-développement tout au long de [domaines tels que le Pérou] peut être attribué aux schémas coloniaux de la dépendance économique, de la culture hispanique et de l'inefficacité des marchés et des accords économiques. »
Tentant de protéger ses possessions coloniales et d'inverser son rôle fluctuant dans le commerce colonial, la couronne espagnole met en œuvre des réformes de libéralisation, hâtant la levée des restrictions commerciales et l'affaiblissement des monopoles coloniaux. Cela a contribué à la désintégration des régions centrales, les laissant les plus exposées aux aléas du marché libre. Vers le milieu du XVIIIe siècle, le renversement de la hiérarchie socio-économique était complet, mais le Pérou ne saurait pas récupérer de sa suprématie de vice-royauté de l'époque.

## Après l'indépendance
Le Pérou a lancé un programme de construction de chemin de fer. La stabilité politique n'a été atteinte seulement qu'au début du XXe siècle.

## XXesiècle
Le 29 octobre 1948, le général Manuel A. Odría mène un coup d'État militaire et devient le nouveau président. Grâce à une économie florissante, Odría a pu mettre en œuvre une coûteuse reconstruction sociale populiste, avec des projets de logements, d'hôpitaux et des écoles. Son gouvernement était dictatorial et les droits civils ont été sévèrement limités. De plus, la corruption fut endémique tout au long de son régime.